# Coppa dei Campioni del Golfo 2012
La Coppa dei Campioni del Golfo 2012 è la 27ª edizione della coppa a cui prendono parte 12 squadre da 5 federazioni provenienti da tutto il Golfo Persico.

## Gruppi
Le squadre sono state divise in quattro gruppi da tre squadre ciascuno.
Si qualificano alla fase finale le prime due di ogni girone.
| Gruppo A                   | Gruppo B                               | Gruppo C                   | Gruppo D                  |
| -------------------------- | -------------------------------------- | -------------------------- | ------------------------- |
| Al Jahra Al-Muharraq Fanja | Al-Arabi Kuwait Al-Kharitiyat Al-Wahda | Al-Khor Al Naser Busaiteen | Al Nahda Al-Riffa Al-Wasl |

## Fase a gironi

### Gruppo A
| Squadre     | P.ti | G | V | N | P | GF | GS | DR |
| ----------- | ---- | - | - | - | - | -- | -- | -- |
| Al-Muharraq | 9    | 4 | 3 | 0 | 1 | 7  | 1  | +6 |
| Al Jahra    | 5    | 4 | 1 | 2 | 1 | 4  | 4  | 0  |
| Fanja       | 2    | 4 | 0 | 2 | 2 | 3  | 9  | –6 |

|             | AJA   | AMU   | FAN   |
| ----------- | ----- | ----- | ----- |
| Al Jahra    | –     | 1 – 0 | 2 – 2 |
| Al-Muharraq | 1 – 0 | –     | 3 – 0 |
| Fanja       | 1 – 1 | 0 – 3 | –     |

### Gruppo B
| Squadre         | P.ti | G | V | N | P | GF | GS | DR |
| --------------- | ---- | - | - | - | - | -- | -- | -- |
| Al-Arabi Kuwait | 9    | 4 | 3 | 0 | 1 | 11 | 4  | +7 |
| Al-Wahda        | 6    | 4 | 2 | 0 | 2 | 6  | 8  | -2 |
| Al-Kharitiyat   | 3    | 4 | 1 | 0 | 3 | 3  | 8  | –5 |

|                 | AAW   | AKH   | AWA   |
| --------------- | ----- | ----- | ----- |
| Al-Arabi Kuwait | –     | 3 – 0 | 5 – 1 |
| Al-Kharitiyat   | 2 – 1 | –     | 0 – 2 |
| Al-Wahda        | 1 – 2 | 2 – 1 | –     |

### Gruppo C
| Squadre   | P.ti | G | V | N | P | GF | GS | DR |
| --------- | ---- | - | - | - | - | -- | -- | -- |
| Al-Khor   | 9    | 4 | 3 | 0 | 1 | 6  | 3  | +3 |
| Al Naser  | 4    | 4 | 1 | 1 | 2 | 6  | 6  | 0  |
| Busaiteen | 4    | 4 | 1 | 1 | 2 | 5  | 8  | –3 |

|           | AKH   | ANA   | BUS   |
| --------- | ----- | ----- | ----- |
| Al-Khor   | –     | 2 – 1 | 2 – 0 |
| Al Naser  | 0 – 1 | –     | 2 – 2 |
| Busaiteen | 2 – 1 | 1 – 3 | –     |

### Gruppo D
| Squadre  | P.ti | G | V | N | P | GF | GS | DR |
| -------- | ---- | - | - | - | - | -- | -- | -- |
| Al-Wasl  | 12   | 4 | 4 | 0 | 0 | 11 | 4  | +7 |
| Al-Riffa | 4    | 4 | 1 | 1 | 2 | 6  | 8  | -2 |
| Al Nahda | 1    | 4 | 0 | 1 | 3 | 6  | 11 | –5 |

|          | ANA   | ARI   | AWA   |
| -------- | ----- | ----- | ----- |
| Al Nahda | –     | 2 – 2 | 0 – 2 |
| Al-Riffa | 3 – 1 | –     | 0 – 2 |
| Al-Wasl  | 4 – 3 | 3 – 1 | –     |

## Fase ad eliminazione diretta

### Quarti di finale
| Squadra 1       | Risultato         | Squadra 2 |
| --------------- | ----------------- | --------- |
| Al-Wasl         | 1 - 1 (5 - 3 dcr) | Al-Wahda  |
| Al-Khor         | 1 - 0             | Al Jahra  |
| Al-Muharraq     | 3 - 0 (dts)       | Al Naser  |
| Al-Arabi Kuwait | 2 - 1             | Al-Riffa  |

| Dubai 15 maggio 2012, ore 17:30 | Al-Wasl              | 1 – 1 (d.t.s.)               | Al-Wahda | Zabeel Stadium |
| \| \| \| \| \| Olivera 112’ \| Marcatori \| 114’ Baiano \| \| Olivera Donda Salem Al-Bloushi Reza \| Tiri di rigore 5 – 3 \| Baiano Ahmed Al Kuthairi Ali \| |                      |                              |          |                |
| |                      |                              |          |                |
| Olivera 112’ | Marcatori            | 114’ Baiano                  |          |                |
| Olivera Donda Salem Al-Bloushi Reza | Tiri di rigore 5 – 3 | Baiano Ahmed Al Kuthairi Ali |          |                |

| Al-Khor 15 maggio 2012, ore 17:45                 | Al-Khor   | 1 – 0 | Al Jahra | Stadio Al-Khawr |
| \| \| \| \| \| Júlio César 41’ \| Marcatori \| \| |           |       |          |                 |
|                                                   |           |       |          |                 |
| Júlio César 41’                                   | Marcatori |       |          |                 |

| Al Muharraq 15 maggio 2012, ore 18:00                                                     | Al-Muharraq | 3 – 0 (d.t.s.) | Al Naser | Al Muharraq Stadium |
| \| \| \| \| \| Abdulrahman 93’ (rig.) Diego Silva 105’ Abdulhamid 108’ \| Marcatori \| \| |             |                |          |                     |
|                                                                                           |             |                |          |                     |
| Abdulrahman 93’ (rig.) Diego Silva 105’ Abdulhamid 108’                                   | Marcatori   |                |          |                     |

| Madinat al-Kuwait 15 maggio 2012, ore 18:15                          | Al-Arabi Kuwait | 2 – 1    | Al-Riffa | Sabah Al Salem Stadium |
| \| \| \| \| \| Maqseed 57’ Almowsawi 62’ \| Marcatori \| 31’ Abdo \| |                 |          |          |                        |
|                                                                      |                 |          |          |                        |
| Maqseed 57’ Almowsawi 62’                                            | Marcatori       | 31’ Abdo |          |                        |

### Semifinali
| Squadra 1       | Totale | Squadra 2   | Andata | Ritorno |
| --------------- | ------ | ----------- | ------ | ------- |
| Al-Wasl         | 4 - 2  | Al-Khor     | 3 - 0  | 1 - 2   |
| Al-Arabi Kuwait | 2 - 3  | Al-Muharraq | 2 - 1  | 0 - 2   |

#### Andata
| Dubai 23 maggio 2012, ore 17:45                                     | Al-Wasl   | 3 – 0 | Al-Khor | Zabeel Stadium |
| \| \| \| \| \| Olivera 52’, 69’ Al-Bloushi 90+1’ \| Marcatori \| \| |           |       |         |                |
|                                                                     |           |       |         |                |
| Olivera 52’, 69’ Al-Bloushi 90+1’                                   | Marcatori |       |         |                |

| Madinat al-Kuwait 23 maggio 2012, ore 18:15                             | Al-Arabi Kuwait | 2 – 1          | Al-Muharraq | Sabah Al Salem Stadium |
| \| \| \| \| \| Fall 52’ Almowsawi 76’ \| Marcatori \| 88’ Abdullatif \| |                 |                |             |                        |
|                                                                         |                 |                |             |                        |
| Fall 52’ Almowsawi 76’                                                  | Marcatori       | 88’ Abdullatif |             |                        |

#### Ritorno
| Al-Khor 30 maggio 2012, ore 18:00                               | Al-Khor   | 2 – 1     | Al-Wasl | Stadio Al-Khawr |
| \| \| \| \| \| Qanbar 4’ Alawi 85’ \| Marcatori \| 90’ Donda \| |           |           |         |                 |
|                                                                 |           |           |         |                 |
| Qanbar 4’ Alawi 85’                                             | Marcatori | 90’ Donda |         |                 |

| Al Muharraq 29 maggio 2012, ore 17:30                                | Al-Muharraq | 2 – 0 | Al-Arabi Kuwait | Al Muharraq Stadium |
| \| \| \| \| \| Alnajmi 61’ (aut.) Abdulrahman 63’ \| Marcatori \| \| |             |       |                 |                     |
|                                                                      |             |       |                 |                     |
| Alnajmi 61’ (aut.) Abdulrahman 63’                                   | Marcatori   |       |                 |                     |

### Finale
| Squadra 1 | Totale           | Squadra 2   | Andata | Ritorno |
| --------- | ---------------- | ----------- | ------ | ------- |
| Al-Wasl   | 4 - 4 (4 -5 dcr) | Al-Muharraq | 3 - 1  | 1 - 3   |

#### Andata
| Al Muharraq 5 giugno 2012, ore 18:30                                         | Al-Muharraq | 1 – 3                              | Al-Wasl | Al Muharraq Stadium |
| \| \| \| \| \| Ali 49’ \| Marcatori \| 54’ Al-Bloushi 73’ Esa 85’ Olivera \| |             |                                    |         |                     |
|                                                                              |             |                                    |         |                     |
| Ali 49’                                                                      | Marcatori   | 54’ Al-Bloushi 73’ Esa 85’ Olivera |         |                     |

#### Ritorno
| Dubai 10 giugno 2012, ore 18:00 | Al-Wasl              | 1 – 3 (d.t.s.)                                        | Al-Muharraq | Zabeel Stadium |
| \| \| \| \| \| Salem 45’ \| Marcatori \| 10’ Braro 50’ Abdullatif 65’ Abdulhamid \| \| Olivera Donda Al-Bloushi Juan Mercier Ahmed Reza \| Tiri di rigore 4 – 5 \| Ali Abdulhamid Abdulrahman Al-Dosari Abdullatif Jalal \| |                      |                                                       |             |                |
| |                      |                                                       |             |                |
| Salem 45’ | Marcatori            | 10’ Braro 50’ Abdullatif 65’ Abdulhamid               |             |                |
| Olivera Donda Al-Bloushi Juan Mercier Ahmed Reza | Tiri di rigore 4 – 5 | Ali Abdulhamid Abdulrahman Al-Dosari Abdullatif Jalal |             |                |